# Doireann Ní Ghríofa
Doireann Ní Ghríofa (Galway, 1981) es una poeta y ensayista irlandesa que escribe tanto en irlandés como en inglés y ha sido reconocida en varias ocasiones por su obra literaria.

## Trayectoria
Doireann Ní Ghríofa nació en Galway en 1981 y creció en el condado de Clare. Actualmente vive en el condado de Cork. Estudió irlandés en el Gaelcholáiste an Chláir, y completó una licenciatura en psicología aplicada en 2002 y un máster en docencia en 2010 en la Universidad de Cork.
Inició su actividad literaria publicando en revistas irlandesas y extranjeras. En 2011 publicó el primer volumen Résheoid y al año siguiente el reconocido Dúlasair. En su obra ha explorado temas relacionados con la vida doméstica, el deseo y la relación del pasado y el presente. En 2014 publicó su tercer poemario, Dordéan, do Chroí / A Hummingbird, your Heart, en inglés e irlandés.
Es autora de otros cinco poemarios y de una novela, A Ghost in the Throat (en español, Un fantasma en la garganta), publicada en su versión en inglés en 2020, y que fue traducida en dieciocho países.

## Reconocimientos
Ha sido reconocida a lo largo de su carrera en Irlanda y países como Estados Unidos, Italia y Escocia. En 2011 y 2013, fue becada por el Arts Council of Ireland. También recibió una beca literaria Lannan en Estados Unidos, una beca Seamus Heaney en la Queen's University.
En 2012, el poema Fáinleoga, incluido en su obra Dúlasair, ganó el premio Wigtown de poesía en gaélico escocés. En 2014, poemario, Dordéan, do Chroí / A Hummingbird, your Heart,  fue preseleccionado para el Irish Poetry Bursary Award, un reconocimiento que se concede anualmente a un poeta emergente.
En 2016, ganó el Premio Hartnett de Poesía con su obra Clasp, que además fue preseleccionada para el Irish Times Poetry Now Award, el premio nacional de poesía de Irlanda. Ese mismo año, recibió el Premio Rooney de Literatura Irlandesa. En 2018, recibió el Premio Ostana de Literatura en Lengua Materna.
En 2023, su obra Un fantasma en la garganta fue elegido Libro del Año en los Irish Book Awards además de ser finalista al Premio Nacional de la Crítica de Estados Unidos. Fue seleccionada para el Premio Literario de Embajadores de la Francofonía 2025 que organiza la Organization of La Francophonie.

## Obra

### Poemarios
- Résheoid (2011)
- Dúlasair (2012)
- Dordéan, do Chroí / A Hummingbird, your Heart (2014)
- Clasp (2015)[7](Preparar un pergamino,[8] Llamada[9])

- Oighear (2017)
- Singing, Still - A Libretto for the 1847 Choctaw Gift to the Irish for Famine Relief (2017)
- Lies (2018)
- To Star the Dark (2021)

### Prosa
- Un fantasma en la garganta, 2023. Traducción: Patricia Gonzalo de Jesús.